# Knox’s Headquarters State Historic Site

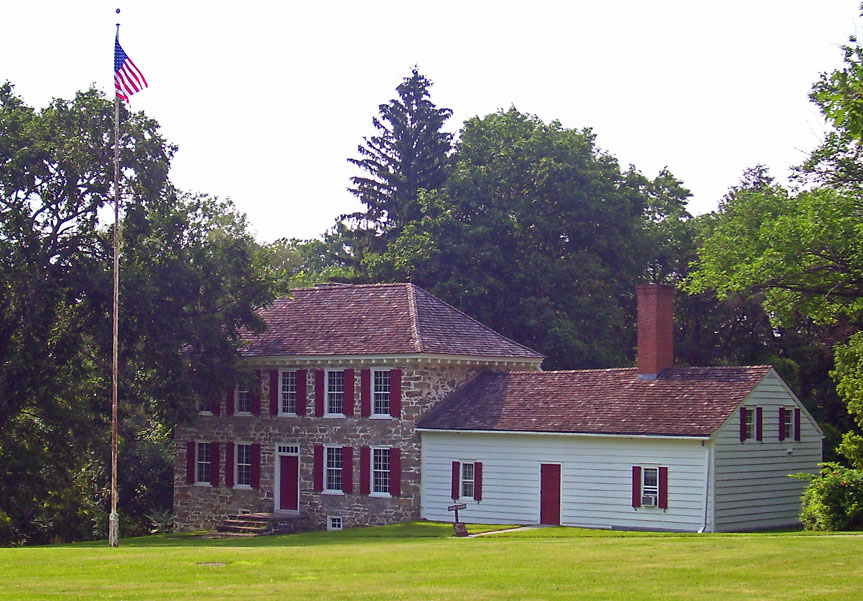
Knox’s Headquarters

Die Knox’s Headquarters State Historic Site bezeichnet einen Gebäudekomplex und das umliegende Grundstück in der Stadt New Windsor im Orange County, Bundesstaat New York, Vereinigte Staaten.
Das Gebäude im Stil Georgianischer Architektur wurde 1754 erbaut. Während des Amerikanischen Unabhängigkeitskrieges diente es als Hauptquartier von General Henry Knox, weshalb es seinen Namen erhielt. Danach wurde es auch von den Generälen Nathanael Greene und Horatio Gates als Hauptquartier genutzt. Heute wird das Anwesen von öffentlicher Hand betrieben und dient als Museum.
Der Jane Colden Memorial Garden erinnert an die Botanikerin Jane Colden und zeigt ausschließlich von ihr beschriebene Pflanzen der Region.
Die Knox’s Headquarters State Historic Site wurde im November 1972 als National Historic Landmark anerkannt und in das National Register of Historic Places aufgenommen. Es ist eine von 273 historischen Stätten nationaler Bedeutung im Bundesstaat New York.